# 奇峰化纖
吉林奇峰化纤股份有限公司 ，簡稱奇峰化纖（英文：Jilin Qifeng Chemical Fiber Co Limited）（港交所除牌前：0549.HK)是一家當時在香港交易所上市的公司。於1995年12月成立。現主要從事生產及銷售碳纖維產品。行政總裁為王進軍。地址為吉林市九站街516-1号。
現時為吉林化纤集团有限责任公司附屬公司。

## 董事局
王進軍:主席兼執行董事

王長勝:財政總裁兼執行董事

楊雪峰:執行董事

姜俊周:非執行董事

馬俊:非執行董事

孫海潮:非執行董事

李家松:獨立非執行董事

毛鳳閣:獨立非執行董事

葉永茂:獨立非執行董事

朱平:獨立非執行董事